# Piptophyllum welwitschii
Piptophyllum welwitschii är en gräsart som först beskrevs av Alfred Barton Rendle, och fick sitt nu gällande namn av Charles Edward Hubbard. Piptophyllum welwitschii ingår i släktet Piptophyllum och familjen gräs. Inga underarter finns listade i Catalogue of Life.